# Distretto suburbano di Mumbai
Il distretto suburbano di Mumbai  è un distretto del Maharashtra, in India, di 8 587 561 abitanti. È situato nella divisione del Konkan e il suo capoluogo è Bandra.